# Jimena (kommunhuvudort)
Jimena är en kommunhuvudort i Spanien.   Den ligger i provinsen Provincia de Jaén och regionen Andalusien, i den södra delen av landet, 290 km söder om huvudstaden Madrid. Jimena ligger 593 meter över havet och antalet invånare är 1 496.
Terrängen runt Jimena är lite bergig, och sluttar norrut. Runt Jimena är det ganska glesbefolkat, med 27 invånare per kvadratkilometer. Närmaste större samhälle är Jódar, 10,9 km öster om Jimena. Trakten runt Jimena består till största delen av jordbruksmark.